# کچا
کچا(Kacha)، روستایی از توابع دهستان سراوان بخش سنگر شهرستان رشت در استان گیلان ایران است.

## جغرافیا
این روستا از شمال با روستای جوکول بندان و روستای عزیزکیان، از شرق با روستای سراوان، از غرب با روستای عزیزکیان و از جنوب با روستای موشنگا و روستای گلسرک هم‌مرز است.

## نام قدیمی
در صفحه ۵۱۹ جلد اول کتاب الذریعة إلی تصانیف الشیعة از قول شیخ حسن کچایی (فرزند محمدعلی بن حسین بن محمود بن محمدامین بن پیراحمد کچایی) متولد ۱۲۰۳ هجری قمری نوشته شده است: قریه کچا از قرای کهدم است از بلاد گیلان و اینکه آن را نُه مَن می‌خوانند به دلیل قرآنی است که در آن قریه قرار دارد و وزن آن ۹ مَن است.

## جمعیت
این روستا براساس سرشماری عمومی نفوس و مسکن (۱۳۹۵)، دارای ۱۰۴ خانوار و جمعیت ۲۹۲ نفری (۱۵۵ مرد و ۱۳۷ زن) است.

## زبان
مردم در این روستا به زبان تالشی سخن می‌گویند.

## اشتغال
اکثر مردم روستا به کشاورزی و پرورش دام و طیور مشغول‌اند.

## امکانات
روستای کچا دارای آبشار، پوشش اینترنت 4G(همراه)، گاز، برق، آب قابل شرب، مسجد و بقالی می‌باشد.

## کوه زباله
مردم دهستان سراوان بیش از ۴۰ سال است که دچار معضل دفن‌گاه زباله سراوان هستند. در تیر ماه ۱۳۶۳ در جلسه‌ای با حضور فرماندار و شهردار رشت و مدیرکل منابع طبیعی گیلان و نماینده رهبر جمهوری اسلامی ایران در استان گیلان(آیت الله احسانبخش) مقرّر شد که اداره کل منابع طبیعی گیلان، بیش از ۵ هکتار از جنگل‌های دهستان سراوان را به شهرداری رشت برای دفن زباله تحویل دهد که البته با دو شرط ۱- عرصه موقتاً تحویل شهرداری شود و ۲- شهرداری خود راساً اقدام به احداث و تعریض جاده نکند این تصمیم گرفته شد. در سال ۱۳۷۰ منابع طبیعی طی نامه‌ای به شهرداری رشت، فرمانداری رشت و نماینده رهبر جمهوری اسلامی ایران در استان گیلان هشدار داد که شهرداری به تعهداتش عمل ننموده و آب‌های سطحی و زیرزمینی و هوای جنگل سراوان آلوده شده است و خواستار توقف دفن زباله در دفن‌گاه زباله سراوان و تجدید نظر در محل دفن‌گاه شد اما کسی اقدامی نکرد و در کمال تعجب شهرداری وقت، ۳ هزار متر مربع دیگر از جنگل را نیز تصرف نمود!
این اقدامات خلاف قانون تا جایی ادامه یافت که هم‌اکنون دفن‌گاه زباله سراوان به ارتفاعی بالاتر از برج آزادی رسیده است! و در رسانه‌ها به کوه زباله سراوان شهرت دارد.
شیرابه‌های سمی ناشی از کوه زباله سراوان باعث آلودگی شدید خاک و آب منطقه و حتی شهر رشت و تالاب انزلی شده است.
با گرم شدن هوا، بوی نامطبوع غیرقابل تحمل و هجوم شدید مگس‌ها به مردم منطقه هر چندسال موجب خشم گسترده مردم و اعتراضات خیابانی می‌شود که سرانجام با دخالت نیروی انتظامی و وعده‌های مسئولین (که آخرین وعده پایان یافتن تخلیه زباله در سایت زباله سراوان در سال ۱۴۰۲ است) و توزیع حشره کش و چسب مگس و سم پاشی خانه‌ها و … پایان می‌یابد!